# سالي كلارك (متسابقة الحدث)
سالي كلارك (بالإنجليزية: Sally Clark)‏ هي متسابقة الحدث نيوزيلندية، ولدت في 11 أبريل 1958 في بالميرستون نورث في نيوزيلندا.

## وصلات خارجية
- سالي كلارك على موقع أوليمبيديا (الإنجليزية)
- سالي كلارك على موقع اللجنة الأولمبية النيوزيلندية (الإنجليزية)